# Venaus
Venaus (Venàus in piemontese e francoprovenzale, Vénaux in francese; dal 1939 al 1955 Venalzio) è un comune italiano di 847 abitanti della città metropolitana di Torino in Piemonte, situato in Val Cenischia, valle collaterale della Val di Susa, a circa 57 chilometri a ovest di Torino. È conosciuto per l'antica danza tradizionale degli Spadonari in occasione delle feste maggiori.
È un tipico borgo alpino posto sulla cosiddetta “Strada Reale” o Via Francigena del Moncenisio, principale via di salita verso il colle del Moncenisio e quindi la Francia prima che venisse costruita nel 1806 la carrozzabile voluta da Napoleone (l'attuale statale 25) che passa sopra il paese.

## Storia

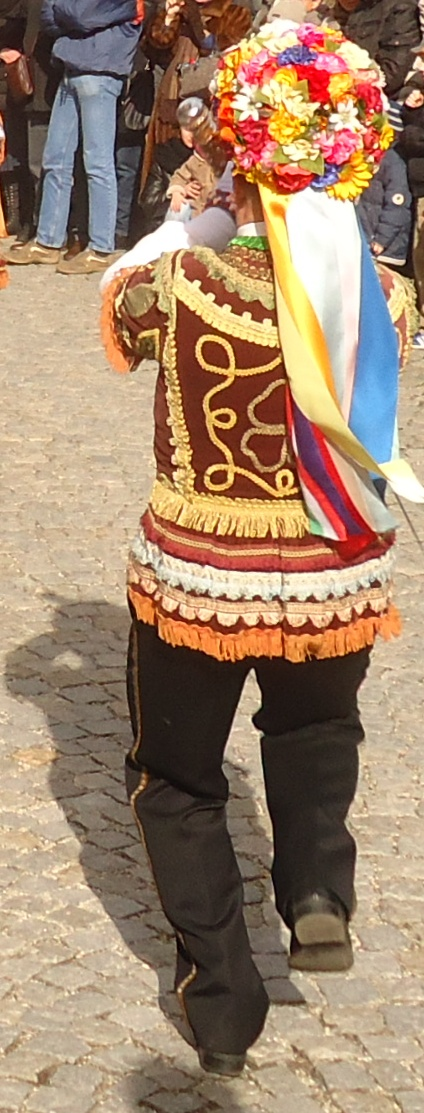
Uno dei quattro spadonari di Venaus durante la danza delle spade

Le prime citazioni si hanno nel testamento di Abbone datato 739, secondo il quale l'abbazia della Novalesa cedeva il controllo dell'abitato di Venaus all'orbita segusina.
Nel 1947 in seguito al trattato di pace con la Francia sono stati annessi al comune francese di Lanslebourg-Mont-Cenis 81,29 km² di territorio comunale: la parte italiana del valico del Moncenisio, il Lago del Moncenisio e la frazione di Gran Croce (Grand-Croix).
Durante il regime fascista il nome del paese venne italianizzato in Venalzio, ma riprese il nome d'origine nel 1967

## Economia
Nel territorio comunale è posta la centrale idroelettrica del Moncenisio, nonché i due bacini di calma della stessa posti sulla riva destra del torrente Cenischia, poco a monte dell'abitato. Con un salto superiore a 1300 metri, ha una producibilità di 273 GWh.
Sul territorio del Comune sono posti anche l'ingresso e le sottostazioni elettriche della Centrale idroelettrica di Pont Ventoux-Susa appartenente al gruppo IRIDE.

## Luoghi e fatti di interesse

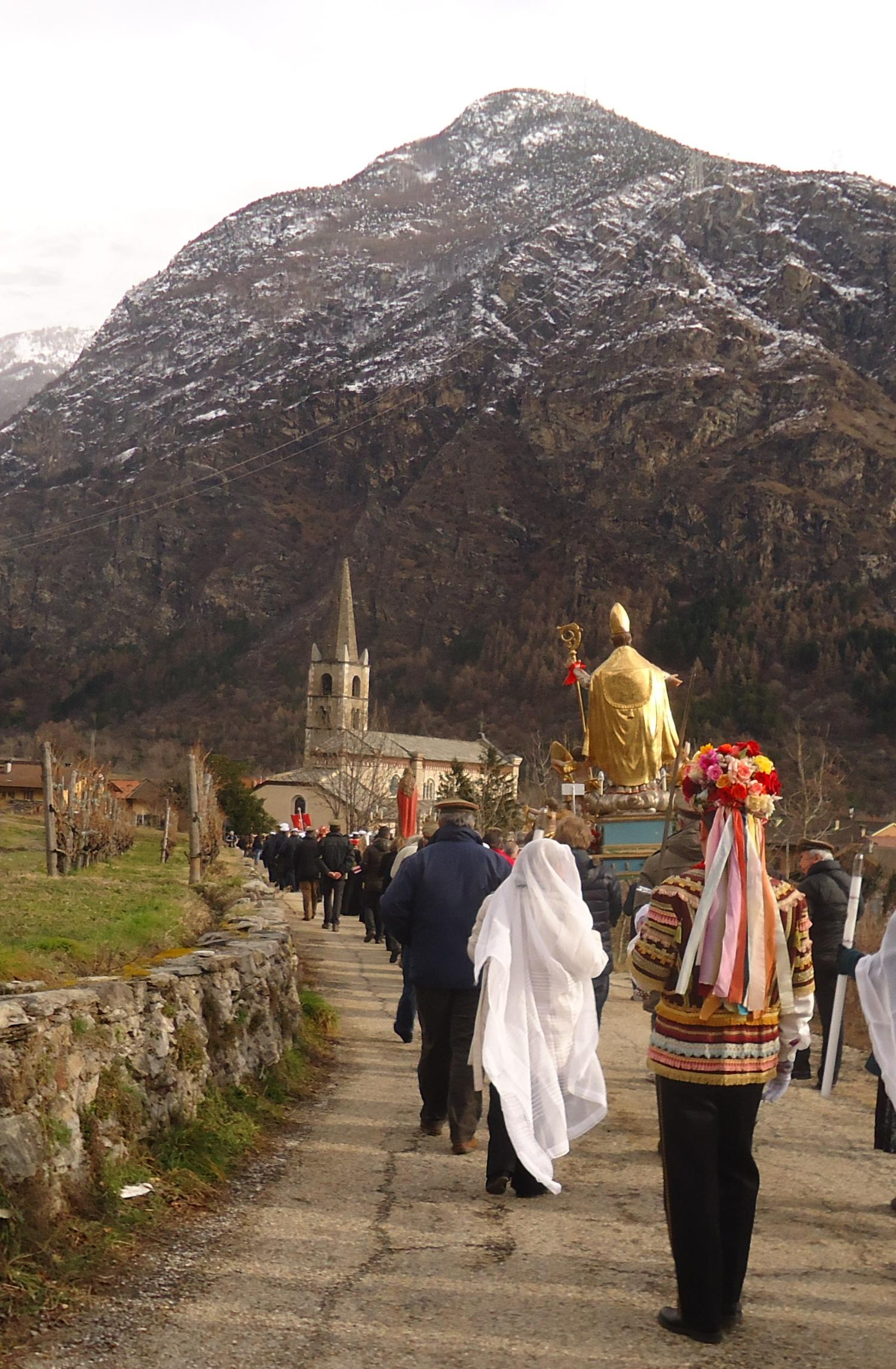
Spadonaro di Venaus scorta la statua del patrono San Biagio durante la processione

Il territorio è articolato in numerose frazioni: Parore, Molino, Vayr, Rivo, Costa, Mestrale, Traversa, Fucina, Piazza, S. Rocco, Grangia, Braida, Berno, Cornale, Bar Cenisio, Molaretto, Panere, Pian Suffit, San Martino, Adret, Arcangel, Sant'Antonio, Prachiantello, Fondo Bar, Cruil, Teisonere, Prafinetto, Cucuc, Mollar del Danno, Montabone, Giametrano, Qualora, Tarevela, Biolei, Bompà, Pareni, Montabonetto.
Il principale centro abitato si sviluppa su una conoide posta sulla destra orografica del torrente Cenischia a 595 m.s.l.m. (quota della Casa Comunale). Il centro abitato, raggiungibile principalmente dalla S.P.210, è raccolto in frazioni ed ospita la parrocchiale di San Biagio e Sant'Agata (Santi patroni). La più rilevante frazione al di fuori del principale centro abitato è Bar Cenisio (1540 metri di altezza) localizzabile lungo la statale che porta al Colle del Moncenisio.
Di rilevante interesse vi sono alcuni tratti originali dell'antica Strada Reale di Francia, il ponte "Esclosa" in stile romanico sul torrente Cenischia (in direzione Novalesa) e gli affreschi trecenteschi all'interno della chiesa parrocchiale di San Biagio e Sant'Agata.
Nei pressi di Venaus sono presenti la centrale idroelettrica ENEL e parte dell'impianto idroelettrico di Pont-Ventoux (gestore IREN).

### Gli Spadonari
Nel mese di febbraio si può assistere alla danza popolare degli Spadonari di antica origine (tipici anche del vicino comune di Giaglione), che si svolge nel piazzale di fronte alla chiesa parrocchiale. La danza compare fra le particolarità ritratte dal documentario "L'Italia vista dal cielo. Piemonte e Valle d'Aosta 1974" prodotto da Esso Italiana nel '74, con la regia di Folco Quilici ed il commento di Mario Soldati.

#### La danza degli Spadonari
Una delle tradizioni più sentite di Venaus è la Danza degli Spadonari, danza popolare che si svolge tradizionalmente in occasione della Festa dei santi patroni san Biagio (3 febbraio) e sant'Agata (5 febbraio). Viene replicata la domenica successiva. Sono coinvolti gli Spadonari (in numero di quattro), le Priore, la banda musicale, le donne e gli uomini della confraternita del Santo Rosario, i coscritti, il Sindaco e il Parroco.
Il confronto con alcune incisioni rupestri della Valcenischia (figure di armati di spada), stilisticamente attribuibili alla media età del Ferro (V-IV secolo a.C.), lascia supporre un'origine protostorica di tale danza.
Sul sagrato della chiesa gli Spadonari presentano quattro tipi di danze): "punta" (è una danza di saluto, che apre la festa al mattino, gli spadonari puntano per quattro volte le spade in avanti contemporaneamente); "quadri" (è caratterizzata da un inchino, dai tre passi in avanti e dall'incrocio di spade a coppie, e dalla cuià, gesto che ricorda la mietitura); "cuori" (gli spadonari sono disposti a croce, si lanciano e si scambiano le spade, e le incrociano tutti insieme; "salto" (eseguono la figura del girasciabola, saltano, girando completamente su sé stessi).

### Rifugio Avanzà

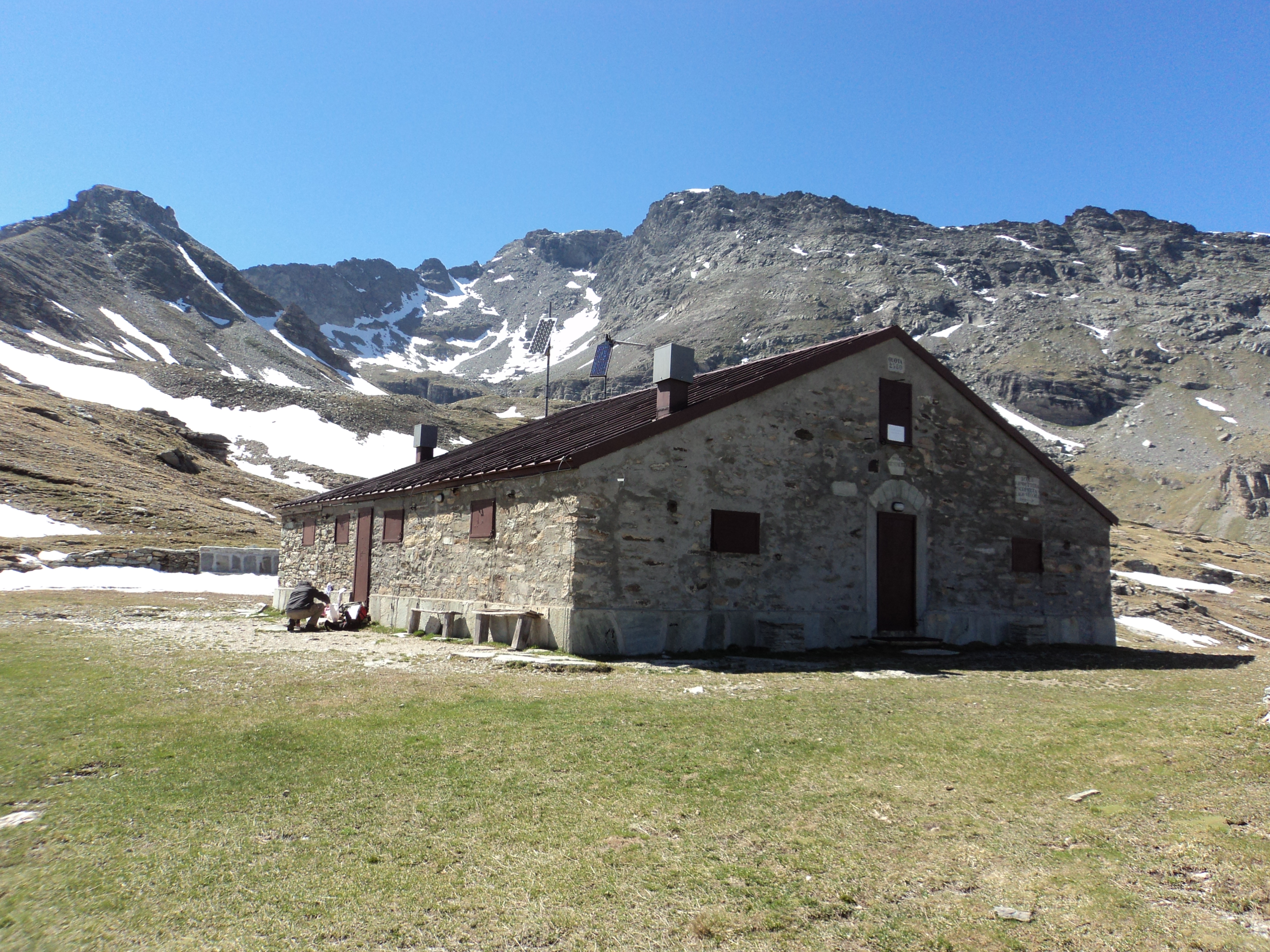
Rifugio Avanzà

Sulla montagna di Venaus, a 2580 metri s.l.m., sorge il Rifugio Avanzà, struttura di proprietà comunale ricavata da una caserma di alta quota costruita dal III Reggimento Alpini, ristrutturata a partire dal 1973 e abitualmente occupata dall'associazione pro loco di Venaus.

## Eventi di interesse
- Nel mese di febbraio la festa patronale di S. Biagio e S. Agata con la tipica Danza delle spade eseguita dagli Spadonari.
- Nel mese di luglio si svolge il festival culturale e musicale Alta Felicità, uno dei principali eventi, in termini di pubblico della Valle di Susa
- Nel mese di agosto la festa patronale della frazione Bar Cenisio, ove viene ripetuta la Danza delle spade.
- Nel mese di dicembre, fino al 2019, si organizzava la manifestazione enogastronomica "Presepi da Gustare".

## TAV
Il Comune è stato al centro della cronaca nazionale nei mesi di novembre e dicembre del 2005: le proteste popolari (movimento NO TAV) hanno evitato l'avvio della fase di presa dei terreni a cui sarebbe seguito l'allestimento dei cantieri per la realizzazione della Linea ferroviaria ad alta velocità Torino-Lione.

## Società

### Evoluzione demografica
Abitanti censiti

Secondo i dati ISTAT al 31 dicembre 2009 la popolazione straniera residente era di 21 persone. Le nazionalità presenti a Venaus sono Italia e Romania.

## Amministrazione
Di seguito è presentata una tabella relativa alle amministrazioni che si sono succedute in questo comune.
| Periodo           | Periodo           | Primo cittadino    | Partito                          | Carica  | Note   |
| ----------------- | ----------------- | ------------------ | -------------------------------- | ------- | ------ |
| 9 luglio 1985     | 9 giugno 1990     | Emanuele Marchetti | Democrazia Cristiana             | Sindaco | [ 14 ] |
| 9 giugno 1990     | 8 febbraio 1994   | Elso Tournour      | lista civica                     | Sindaco | [ 14 ] |
| 26 febbraio 1994  | 24 aprile 1995    | Firmino Bisagno    | lista civica                     | Sindaco | [ 14 ] |
| 24 aprile 1995    | 14 giugno 1999    | Antonio Accossato  | -                                | Sindaco | [ 14 ] |
| 14 giugno 1999    | 14 giugno 2004    | Antonio Accossato  | lista civica                     | Sindaco | [ 14 ] |
| 14 giugno 2004    | 8 giugno 2009     | Nilo Durbiano      | lista civica                     | Sindaco | [ 14 ] |
| 8 giugno 2009     | 26 maggio 2014    | Nilo Durbiano      | lista civica                     | Sindaco | [ 14 ] |
| 26 maggio 2014    | 26 maggio 2019    | Nilo Durbiano      | lista civica Impegno per Venaus  | Sindaco | [ 14 ] |
| 27 maggio 2019    | 9 luglio 2020     | Avernino Di Croce  | lista civica Vivere Venaus       | Sindaco | [ 1 ]  |
| 9 luglio 2020     | 21 settembre 2020 | Favia Brunella     |                                  | Sindaco | [ 14 ] |
| 21 settembre 2020 | in carica         | Avernino Di Croce  | lista civica Venaus volta pagina | Sindaco | [ 1 ]  |

### Altre informazioni amministrative
Il comune faceva parte della Comunità Montana Valle Susa e Val Sangone.